# Ring Frei (песня)
Ring Frei — первый сингл немецкой певицы LaFee, вышедший 21 ноября 2008 года, с её четвертого студийного альбома «Ring Frei»

## Видеоклип
Премьера видеоклипа состоялась 31 октября 2008 года в эфире немецкой музыкальной телепередачи VIVA Live.
Режиссёром и сценаристом видеоклипа стал Бастьен Франсуа, клип был снят на студии Cinegate studio в Берлине. Большинство сцен и костюмов взяты из фильма Клетка; также были использованы образы Луны из фильма Герой и Юй Цзяолун из фильма Крадущийся тигр, затаившийся дракон.

## Список композиций
CD single: 2 Track Edition
1. «Ring frei» (Single version) — 3:31
2. «Hand in Hand» — 4:22

CD Single: Fan Edition
1. «Ring frei» (Album version) — 3:48
2. «Ring frei» (Making of the music video) — 24:33
3. «Lafee Interview» — 13:06
4. «Ring frei» (Studio performance) — 5:11
5. «Ring frei» (Karaoke video) — 3:54

## Чарты
| Чарт (2008)            | Лучший результат |
| ---------------------- | ---------------- |
| Austrian Singles Chart | 31               |
| German Singles Chart   | 22               |